# Annick Papillon
Pour les articles homonymes, voir Papillon.
Annick Papillon (née le 27 mai 1980 à Saint-Anaclet-de-Lessard ) est une femme politique québécoise. Elle a été députée de la circonscription de Québec à la Chambre des communes du Canada de 2011 à 2015, sous l'étiquette du Nouveau Parti démocratique.

## Biographie
Annick Papillon est née à Saint-Anaclet-de-Lessard et a grandi à Saint-Augustin-de-Desmaures.  Elle obtient un baccalauréat ès arts en communication publique,  en droit et en histoire et fait des études supérieures en journalisme à l’Université Laval. Elle se spécialise en politique internationale et en journalisme de terrain lors d'un séjour à l'université de Louvain-la-Neuve, en Belgique et elle effectue un stage à la Radio-Télévision belge de la Communauté francophone. De retour au Québec, elle participe à des organismes humanitaires. Installée à Québec, elle occupe un emploi à l'Institut de la statistique du Québec,.
Lors de l'élection fédérale canadienne de 2011, Annick Papillon est candidate du Nouveau Parti démocratique dans la circonscription de Québec et elle est élue députée, défaisant la députée sortante Christiane Gagnon du Bloc québécois avec une majorité de 7 709 voix.
De juin 2011 à avril 2012, elle est porte-parole adjointe du Nouveau Parti démocratique en matière d'anciens combattants. Du 19 avril 2012 jusqu'à la fin de son mandat de député, elle est porte-parole adjointe en matière de protection du consommateur, fonction à laquelle s'ajoutent le 13 août 2013 celles de porte-parole adjointe en matière de petites entreprises et en matière de tourisme.
Lors des élections fédérales canadiennes de 2015, elle est défaite par le candidat du Parti libéral, Jean-Yves Duclos.

## Résultats électoraux
|       | Candidat                    | Parti          | # de voix | % des voix |
|       | Pierre Morasse              | Conservateur   | +09 330,  | 17,77 %    |
|       | (sortant) Christiane Gagnon | Bloc québécois | +14 684,  | 27,97 %    |
|       | François Payeur             | Libéral        | +04 725,  | 9 %        |
|       | Annick Papillon             | NPD            | +22 393,  | 42,65 %    |
|       | Yvan Dutil                  | Vert           | +01 144,  | 2,18 %     |
|       | Stefan Jetchick             | Héritage       | +00228,   | 0,43 %     |
| Total | Total                       | Total          | 52 504    | 100 %      |

## Liens
- Ressources relatives à la vie publique :   - Assemblée parlementaire du Conseil de l'Europe
  - Parlement du Canada